# Nederländska Antillerna i olympiska sommarspelen 1984
Nederländska Antillerna deltog i de olympiska sommarspelen 1984 med en trupp, men ingen av landets deltagare erövrade någon medalj.

## Friidrott
Damernas 100 meter
- Evelyne Farrell
  - Första heatet — 11,94s (→ gick inte vidare)